# Ятковський Юрій В'ячеславович
Ю́рій В'ячесла́вович Ятко́вський (нар. 29 січня 1924, Київ, УРСР) — український театральний режисер. Заслужений діяч мистецтв України (1971).

## Життєпис
Юрій В'ячеславович Ятковський родом з Києва (народився 29 січня 1924 року).
Закінчив Московський театральний інститут (1959).
До 1967 року працював поза Україною (Рязань, Рига). У 1967—1972 роках — головний режисер Кримського державного російського драматичного театру ім. М. Горького.
Від 1971 року — Заслужений діяч мистецтв України.
У 1972—1978 — головний режисер Кримської обласної студії телебачення.
Починаючи від 1978 року — режисер Кримського українського театру драми та комедії.
Юрій Ятковський ставив п'єси Марка Кропивницького «Доки сонце зійде…», Ю. Германа «Справа, якій ти служив», Н. Хікмета «Всіма забутий», п'єси М. Ґорького та інші.